# فرودگاه پانان-آوان
 فرودگاه پانان-آوان (به انگلیسی: Panan-awan Airport) (به زبان بومی: Paliparan ng Panan-awan) یک فرودگاه همگانی مسافربری با کد یاتا MSN است . این فرودگاه در شهر Maasin City کشور فیلیپین قرار دارد و در ارتفاع ۱۰۰ متری از سطح دریا واقع شده است.